# Tryphon caucasicus
Tryphon caucasicus är en stekelart som beskrevs av Dmitriy R. Kasparyan 1969. Tryphon caucasicus ingår i släktet Tryphon och familjen brokparasitsteklar. Inga underarter finns listade i Catalogue of Life.